# Kunzov
Hrad či zámek Kunzov se nachází v osadě Kunzov, přibližně v polovině cesty mezi Hrabůvkou a Radíkovem na Přerovsku. Jde o objekt v romantickém stylu z počátku 20. století, který byl postaven jako letní sídlo továrníka Antonína Kunze. V současné době byl zrekonstruován do podoby luxusního boutique hotelu s restaurací a spa.

## Historie

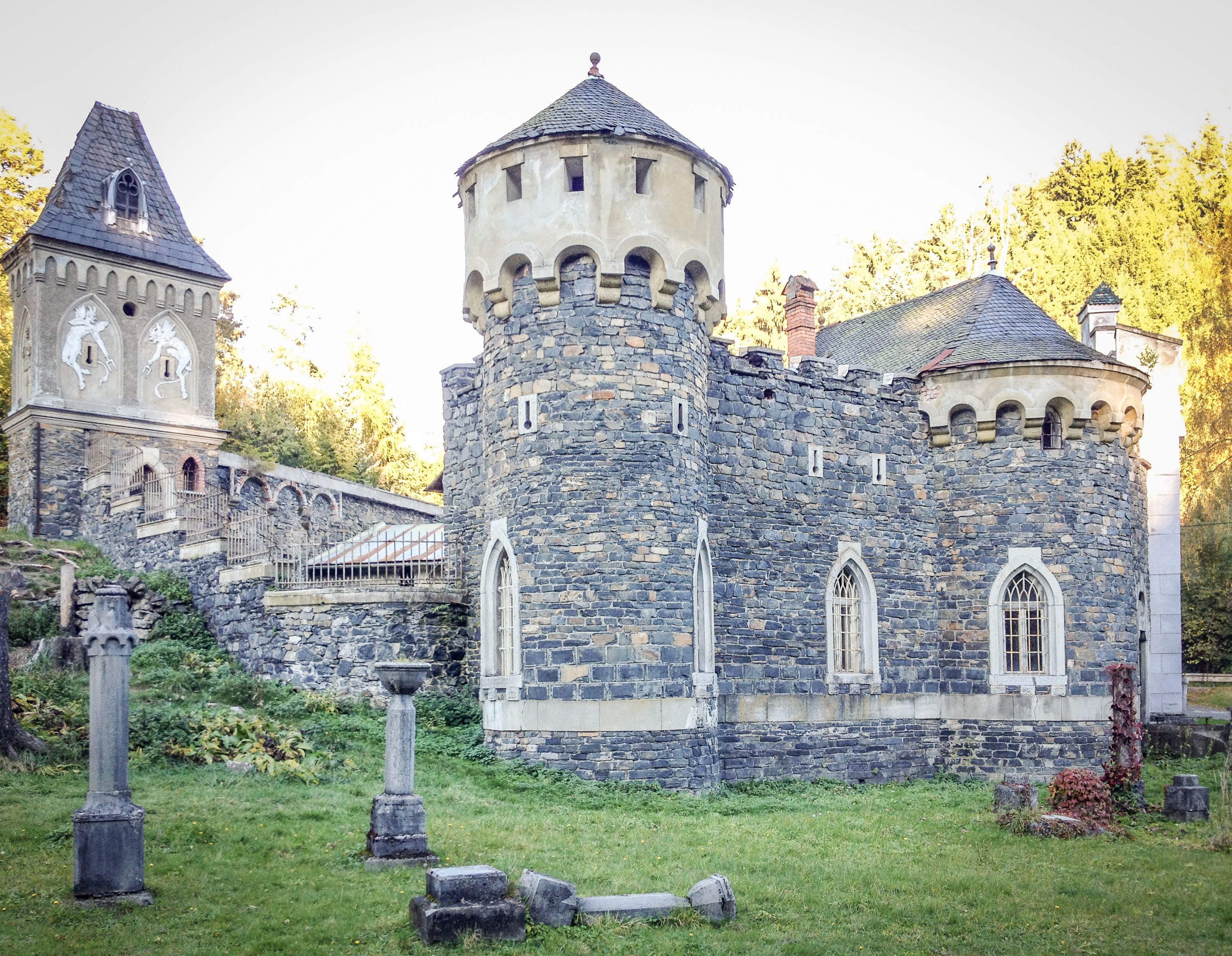
Pohled z jihozápadu

Objekt byl vystavěn v romantickém stylu v letech 1907–1908 továrníkem Antonínem Kunzem z Hranic a sloužil mu jako letní sídlo. Ovšem Antonín Kunz již v roce 1910 zemřel a Kunzov přestal být užíván. Jeho syn ho v roce 1930 prodal místnímu lesníkovi Františku Hrubému. V roce 1961 jej do správy získal podnik Moravia, který ho přeměnil na pionýrský tábor.
Takto fungoval až do roku 1994, kdy jej získala zpět vnučka Františka Hrubého, aby ho následně prodala společnosti Femax Hranice. Ta z Kunzova chtěla mít reprezentativní sídlo, k tomu ale nedošlo a v roce 2006 ho prodala dál. V roce 2007 byl i přes odpor tehdejšího majitele, společnosti Rent Building Plus, zapsán na seznam kulturních památek. Podle pracovníků Národního památkového ústavu šlo o stavbu, která byla „ojedinělým příkladem romantizujícího obytného sídla jakožto výrazu stylizace kapitalisty do role a životního stylu středověkého aristokrata“.
Od roku 2008 vlastní hrádek společnost KUNZOV s.r.o.[zdroj?] Tu vlastnil stavitel Joost Noordam z Nizozemska, který však do rekonstrukce hradu neinvestoval a hrad tak nadále chátral.[zdroj?] V roce 2015 společnost koupil podnikatel Tomáš Horáček. Od té doby zde probíhaly rozsáhlé rekonstrukce.
Dle Národního památkového ústavu je hrad jediná soukromá památka v Olomouckém kraji, kde probíhá takto rozsáhlá rekonstrukce.[zdroj?]

## Boutique Hotel & SPA & Restaurant
Po rozsáhlých rekonstrukcích, které navrátily hradu původní autentický vzhled, byly v květnu 2023 otevřený brány hradu. Hrad byl přestavěn do formy luxusního boutique hotelu s dvěma wellness zónami, hradní krčmou, venkovním bazénem, spoustou vyžití pro rodiny s dětmi vč. dětského hřiště s trampolínou, ohradou s alpakami.
Hosté se mohou ubytovat v pěti originálních apartmá, které nadchnou všechny fanoušky luxusu a komfortu.
Vedle hradu byly přistavěny dva obytné domečky - strážné věže, kde se mohou ubytovat projíždějící turisté a přespat pár nocí s výhledem přímo na hrad. 
Hrad Kunzov se stal také vyhledávaným svatebním místem díky velkému svatebnímu party stanu v romantických zahradách hradu, kde se mohou konat nejen svatby, ale i večírky pro až 150 osob. 
Více informací o hotelu se dozvíte na stránkách www.kunzov.cz.

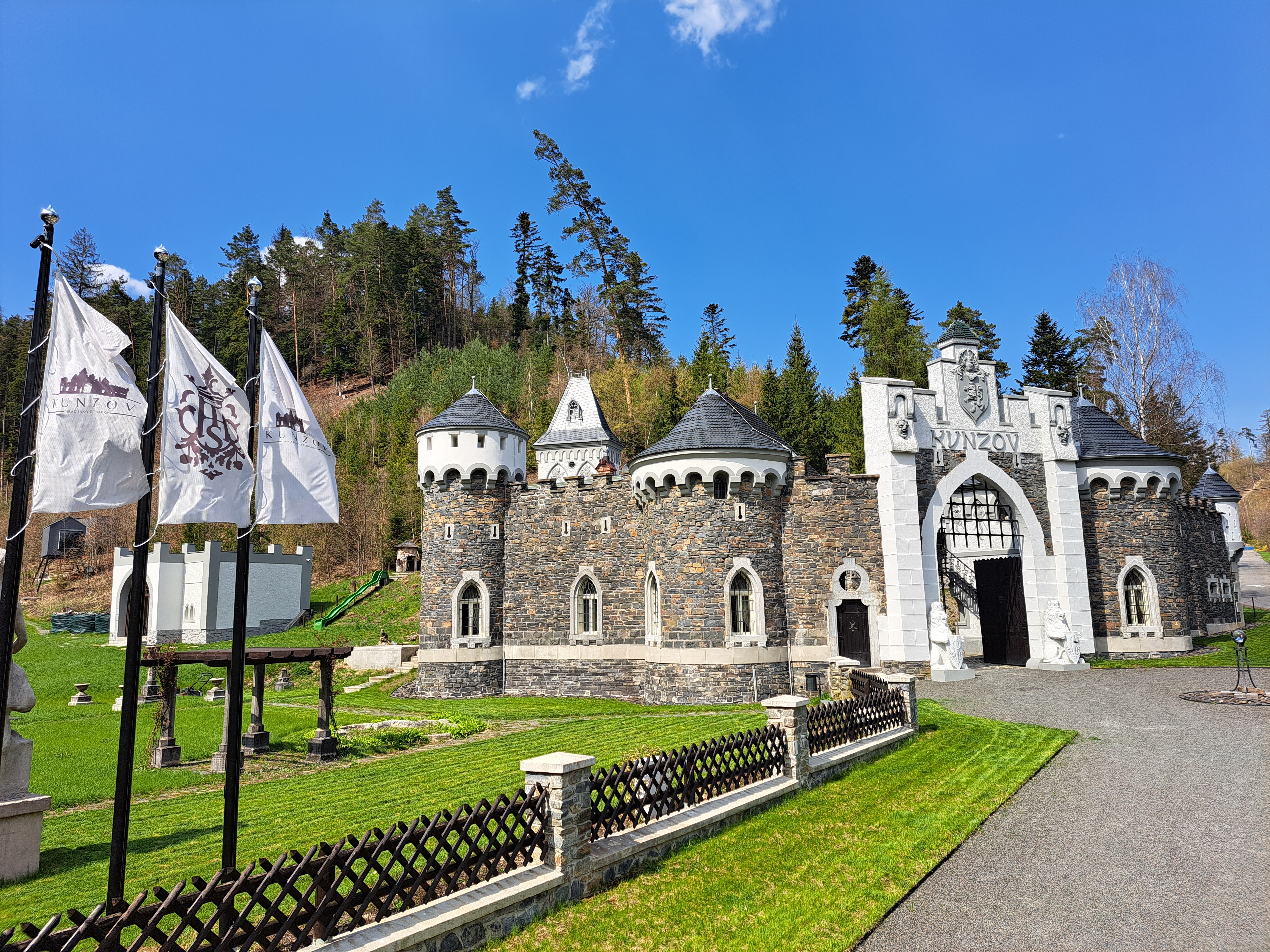
Fotografie boutique hotelu Hrad Kunzov

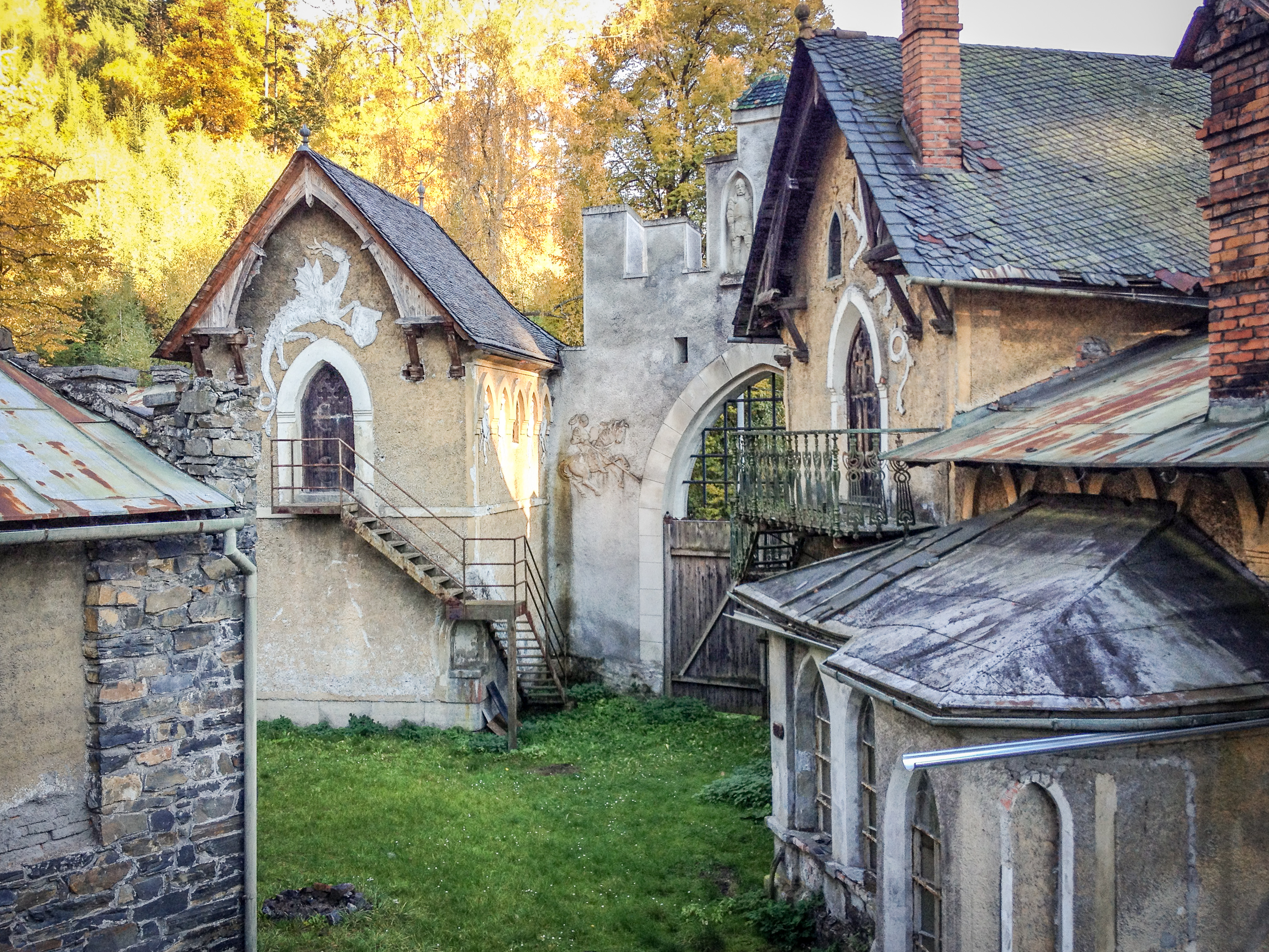
Pohled na nádvoří

## Popis
Kunzov tvoří šestiboký areál obehnaný kamennou zdí s věží, přičemž v každém rohu se nachází další flankovací věž či arkýř, místy se nacházejí okna s gotickými oblouky. Na jihovýchodě lze nalézt vstupní bránu s dvojicí po stranách stojících kamenných lvů se znaky Moravy a Slezska a se znakem Čech v atice. Hrádek je také ozdoben několika reliéfy, např. čertů a draků.

## Dostupnost
Osada je dostupná po silničce z Radíkova na Hrabůvku a po červené turistické značce. Od Hrabůvky přichází také modře značená turistická stezka, mířící na Uhřínov.